# 日下公人
日下 公人（くさか きみんど、1930年〈昭和5年〉12月9日 - ）は、日本の評論家、作家。日本財団特別顧問。多摩大学名誉教授。三谷産業株式会社監査役。

## 人物
兵庫県生まれ。日本長期信用銀行取締役、ソフト化経済センター理事長、東京財団会長、社会貢献支援財団会長 などを歴任。原子力安全システム研究所最高顧問会議・顧問。2001年に共同で立ち上げた市民満足学会の会長。多摩大学名誉教授。著書『新・文化産業論』でサントリー学芸賞1979年度社会・風俗部門受賞。
アメリカや中国に否定的であり、日本の国益を潰そうとする国の第一に挙げている。また、自著で「日本は核武装をすべきだ（原子爆弾を持て）」と主張している。「アメリカ合衆国下院121号決議の全面撤回を求める抗議」、映画『南京の真実』の賛同者である。。
1996年12月2日、藤岡信勝、西尾幹二、小林よしのりらは「新しい歴史教科書をつくる会」の結成記者会見を開催。中学校社会科教科書からの従軍慰安婦の記述削除を求めた。会見時の呼びかけ人は9人、賛同者は78人。日下は賛同者に名を連ねた。
2012年9月5日、日下、三宅久之、すぎやまこういちなど保守系の著名人28人は、同年9月の自由民主党総裁選挙に向けて、「安倍晋三総理大臣を求める民間人有志の会」を発足させた。同日、同団体は安倍晋三の事務所に赴き、出馬要請をした。9月26日、総裁選が実施され、安倍が当選した。
日下と対談した石平は、日下の主張を「博学多識に基づき、的確」「未来を見通す慧眼」「縦横自在にして斬新奇抜な論理展開」「当意即妙にして快刀乱麻の切れ味には、いつも『快哉』と叫びながら脱帽する思いである」と評している。

## 略歴
- 1955年3月 東京大学経済学部を卒業。
- 1955年4月 日本長期信用銀行に入行。
- 1960年4月 経済企画庁総合開発局へ出向。[要出典]
- 1969年7月～1975年1月 日本長期進行銀行調査部社会ユニット副長。[要出典]
- 1975年2月～1983年5月 日本長期信用銀行業務開発第1部長。[要出典]
- 1983年6月～1985年6月 日本長期信用銀行取締役業務開発部担当。
- 1984年6月 ウィルソン大統領記念研究所客員研究員（ワシントン)[要出典]
- 1984年10月～1993年4月 社団法人ソフト化経済センター専務理事[要出典]
- 1987年2月～1998年 日本長期信用銀行顧問[要出典]
- 1989年4月 多摩大学教授
- 1993年4月～2001年3月 多摩大学大学院教授
- 1993年5月～2003年4月 ソフト化経済センター理事長
- 1994年6月～ 三谷産業監査役
- 1997年7月 国際研究奨学財団会長
- 1999年4月～2001年3月 多摩大学大学院研究科長
- 2001年4月～ 多摩大学名誉教授
- 2003年5月 ソフト化経済センター理事
- 2007年4月～ 日本財団特別顧問
- 2007年4月～2008年5月 日本ラッド株式会社顧問
- 2007年7月～ 社会貢献支援財団会長
- 2008年6月～ 日本ラッド監査役
- その他、東京大学、国際基督教大学、武蔵大学、東京女子大学、立教大学、東京工業大学、玉川大学で非常勤講師として、地域開発論、都市経済論、日本産業論、文化産業論などを歴任。[要出典]

## 著書

### 単著
- 『デベロッパー 住宅から都市産業へ』日本経済新聞社・日経新書 1970年
- 『住宅産業』（新版）東洋経済新報社 1976年
- 『新・文化産業論』（第1回サントリー学芸賞受賞）東洋経済新報社 1978年 のちPHP文庫
- 『文化産業新地図 80年代の成長業種』日本経済新聞社 1980年)
- 『80年代日本の読み方 文化産業時代における企業の選択』祥伝社 1980年
- 『日本経済“やる気"の研究 先端産業国への条件』 PHP研究所 1981年
- 『現代ビジネス人材論 選別の時代をどう生き抜くか?』 PHP研究所 1982年)
- 『「自前」の発想 中小企業の中に新しい日本をみる』東洋経済新報社 1982年)
- 『今村均氏の軍人生活』PHP研究所 1983年 『組織に負けぬ人生 不敗の将軍・今村均大将に学ぶ』文庫
- 『日本経済新聞の読み方 より早くより深く読むための技術』ごま書房 1983年
- 『経済感覚の磨き方 日常生活から生きた経済を発見する目のつけどころ』ごま書房 1983年 のち新潮文庫
- 『21世紀は女性の時代 この爆発力をどう利用するか』祥伝社 1983年
- 『数字では読めない伸びる会社・危ない会社 企業活力を見抜くポイント95』ごま書房 1984年
- 『ハプニング・アベニュー「246」 10年先の未来体験ができる』太陽企画出版 1984年
- 『日本経済「やる気」の研究 先端産業国への条件』PHP研究所 1985年
- 『日下公人のソフト経済学』TBSブリタニカ 1985年 『ソフト経済学 知的武装解除がヒントを生む』PHP文庫 1988年
- 『続・日本経済新聞の読み方 ビジネスマンのための知的武装術』ごま書房 1986年
- 『さらば!貧乏経済学 新しい「豊かさ」と「幸せ」を求めて』PHP研究所 1986年 のち文庫
- 『ソフトウォーズ 知的財産権の時代がくる』TBSブリタニカ 1987年 『ソフト経済学 part 2:知的財産権の時代がくる』PHP文庫
- 『「政府刊行物」の読み方 “ナマ情報の宝庫"を活用する法』ダイヤモンド社 1987年 『お役所情報の読み方』講談社+α文庫
- 『新しい「幸福」への12章』PHP研究所 1988年　のち文庫
- 『日本経済のここがわからない 要点解説・50のQ&A』PHP研究所 1988年
- 『遊び方の技術』ごま書房 1989年
- 『個性を以て貴しとす ザ・ブライテスト・フォアランナー』プレジデント社 1989年 のち新潮文庫
- 『食卓からの経済学 ニュー・ビジネスのヒントは「食欲」にあり』祥伝社 1989年 のち文庫
- 『日本の寿命 貿易国家と権力国家の行方』PHP研究所 1990年 　のち文庫
- 『世界の未来は日本しだい 経済力が世界のバランスをとる時代』祥伝社 ノン・ブック　1991年
- 『会社ルネッサンス』講談社 1991年 のち文庫
- 『経済は権力に勝つ』PHP研究所 1991年　のち文庫
- 『国家ルネッサンス』講談社 1992年
- 『名誉ある孤立の研究』PHP研究所 1993年
- 『世界経済入門 もっともわかりやすい!』三笠書房知的生きかた文庫 1994年
- 『日本経済入門 もっともわかりやすい!』 三笠書房 知的生きかた文庫、1994年
- 『人事破壊 新しい日本よ、こんにちは』PHP研究所 1994年 のち文庫
- 『本からの発想 日下公人の読書連想法』文藝春秋 1994年
- 『闘え、本社 新しい日本よ、こんにちはpart2』PHP研究所 1995年
- 『ビジネスマンのための幸福への15章 経済と人生哲学の接点から』PHP研究所 1995年
- 『「日経ビジネス」の読み方 ビジネスチャンスをものにする情報活用術』ごま書房 1995年
- 『人間はなぜ戦争をするのか 日本人のための戦争設計学・序説』クレスト社 1996年 のち三笠書房・知的生きかた文庫
- 『遊びは知的でなくてはならない 仕事と人生を豊かにするために』ごま書房 1996年
- 『経済版EQ革命 「経済知性」(EQ)に磨きをかければ、生きた経済が読めてくる』ごま書房 1996年
- 『「逆」読書法 読まなくていい本を、読まずにすます方法』ひらく 1997年　のち三笠書房・知的生きかた文庫
- 『悪魔の予言』講談社 1997年
- 『これからの10年 日本経済、谷底からの再出発』PHPソフトウェア・グループ 1997年
- 『地獄からの脱出』 ひらく 1997年
- 『どんどん変わる日本 こんなに明日が見えてきた』PHPソフトウェア・グループ 1998年
- 『失敗の教訓 もうひとつの「ゼロ戦」論』ワック 1998年
- 『一問に百答 考える日本人考えない日本人』PHP研究所 1999年　『裏と表から考えなさい 百人いれば百一答』文庫
- 『守るも攻めるも ピンポイントソフト化論』バンガード社 1999年
- 『学校で教えないお金の本。』竹村出版 1999年 『お金をたくさん稼ぐには。』三笠書房 王様文庫
- 『人生「応用力」講座 「広い世間」で成功を!』PHP研究所 1999年
- 『21世紀、世界は日本化する』PHPソフトウェア・グループ 2000年
- 『やりたいことを始めなさい』ダイヤモンド社 2000年
- 『私が「この国」を好きな理由』PHP研究所 2001年
- 『もっと頭のいい「生き方」をしろ!』 三笠書房 2001年
- 『グローバルスタンダードと日本の「ものさし」』光文社カッパ・ブックス 2001年
- 『社員の幸せを追求したら社長も成果主義も不要になった!』ソニー・マガジンズ 2002年 
  - 『これから10年、光る会社、くすむ会社 「レイバー」から「ワーク」へ-働き方が変わる』（改訂）2005年
- 『日下公人の発想力講座』徳間書店 2002年
- 『すぐに未来予測ができるようになる62の法則』PHPソフトウェア・グループ 2002年
- 『戦争が嫌いな人のための戦争学』PHP研究所 2002年 『大人の国のための戦争学』文庫
- 『5年後こうなる』PHPソフトウェア・グループ 2003年
- 『「道徳」という土なくして「経済」の花は咲かず 日本の復活とアメリカの没落』祥伝社 2004年 のち黄金文庫
- 『そして日本が勝つ 精神から見た世界史』PHPソフトウェア・グループ 2004年
- 『人間はなぜ戦争をやめられないのか 平和を誤解している日本人のために』祥伝社 2004年
- 『時代はいつも、こう変わる 明日が見つかる7大法則と50の小法則』リベラル社 2004年
- 『「質の経済」が始まった 美の日本、カネの米中』PHPソフトウェア・グループ 2005年
- 『「人口減少」で日本は繁栄する 22世紀へつなぐ国家の道』祥伝社 2005年
- 『日本軍の教訓 いまだからこそ学ぶべき』PHP研究所 2005年　のち文庫
- 『闘え、日本人 外交とは「見えない戦争」である』集英社インターナショナル 2005年
- 『男性的日本へ』PHPソフトウェア・グループ 2005年
- 『国家の正体 小泉改革の先を考える』ベストセラーズ 2005年
- 『数年後に起きていること 日本の「反撃力」が世界を変える』PHPソフトウェア・グループ 2006年
- 『よく考えてみると、日本の未来はこうなります。』ワック 2006年 ISBN 9784898310953
- 『アメリカに頼らなくても大丈夫な日本へ 「わが国」の未来を歴史から考える』PHP研究所 2006年 ISBN 4569654487
- 『お金の正体 日本人が知らないお金との付き合い方』ベストセラーズ 2007年 ISBN 9784584189856
- 『こんなにすごい日本人のちから だから、日本の未来は明るい!』ワック 2007年 ISBN 9784898311035
- 『現場指揮官の教訓 強い現場リーダーとは何か』PHP研究所 2007年 ISBN 9784569654027
- 『あと3年で、世界は江戸になる! 新「風流」経済学』ビジネス社 2007年 ISBN 9784828414003
- 『独走する日本 精神から見た現在と未来』PHPファクトリー・パブリッシング 2007年 ISBN 9784569695792
- 『教育の正体 国家戦略としての教育改革とは?』2008年 ベストセラーズ ISBN 978-4584131077
- 『2009年の日本はこうなる』2008年 ワック ISBN 978-4898311295
- 『日本人の「覚悟」 「芯」を抜かれた人は退場せよ!』祥伝社 2009年 ISBN 978-4396613310
- 『未来の読み方 明日が見つかる7大法則と51の小法則』PHP研究所 2009年 9784569770260 ISBN 978-4569770260
- 『日下公人が読む日本と世界はこうなる』2009年 ワック ISBN 978-4898311387
- 『デフレ不況の正体』2009年 ベストセラーズ ISBN 978-4584132494
- 『いまこそ、日本、繁栄の好機！』2010年 ワック文庫 ISBN 978-4898316337
- 『日下公人が読む日本と世界はこうなる. 2011年～』ワック 2010
- 『デフレ不況の正体』ベストセラーズ 2010
- 『いま、日本が立ち上がるチャンス! 日下公人の発想法』ワック 2011
- 『日下公人が読む日本と世界はこうなる 2012年～』ワック 2011
- 『思考力の磨き方』PHP研究所 2012
- 『「超先進国」日本が世界を導く』PHP研究所 2012
- 『日本既成権力者 (エスタブリッシュメント) の崩壊』李白社 2012
- 『日本と世界はこうなる 日下公人が読む 2013年～』ワック 2012
- 『いま日本人に読ませたい「戦前の教科書」』祥伝社 2013
- 『日本精神の復活 安倍首相が「日本の自立」と「世界の再生」を果たす』PHP研究所 2013
- 『日本と世界はこうなる 日下公人が読む 2014年～』ワック 2013
- 『「新しい日本人」が創る2015年以後』祥伝社 2014
- 『いよいよ、日本の時代がやって来た! 終戦70年』ワック文庫 2014
- 『優位戦思考で世界に勝つ』PHP研究所 2014
- 『こうして、2016年、「日本の時代」が本格的に始まった!』ワック文庫 2016
- 『日下公人の「日本大出動」トランプなんか怖くない』悟空出版 2016
- 『ついに日本繁栄の時代がやって来た』ワック文庫 2017
- 『新しい日本人が日本と世界を変える』PHP研究所 2017
- 『「反核」愚問　日本人への遺言　最終章』李白社 2018
- 『絶対、世界が日本化する15の理由』PHP研究所 2018
- 『「情の力」で勝つ日本』PHP新書 2018

### 編著
- 『部課長ノウハウ大事典』編著 日本実業出版社 1993年
- 『大胆予測これからどうなる!人事革命'99』責任編集　PHP研究所 1998年
- 『誰も書かなかった「反日」地方紙の正体』責任編集（藤岡信勝・八木秀次 (法学者)・渡部昇一共著） 産経新聞出版 2011

### 共著
カッコ内は共著者
- 『住宅産業』（平尾光司）東洋経済新報社 1971年
- 『多重化する社会と産業 産業の論理から生活の論理へ』（青沼吉松） 新評論 1981年
- 『変わる産業・変わる経営』 （竹村健一）太陽企画出版 1983年
- 『先端ビジネス読本 アジアの便利屋・日本.1995』（ソフト化経済センター） PHP研究所 1994年
- 『中国人の大原則 まだわからないのか日本人!』（華東明）徳間書店 1995年
- 『国を愛するがゆえに異論あり　大転換期の日本を論ず』渡部昇一、竹村健一共著 太陽企画出版 1995年
- 『太平洋戦争、こうすれば勝てた』（小室直樹）講談社 1995年 のち+α文庫
- 『けじめをつけろ、責任者!』（谷沢永一）PHP研究所 1996年
- 『あえて直言する 21世紀の日本建設へ向けて』渡部昇一、竹村健一共著 太陽企画出版 1996年
- 『アジアの激動日本の選択』（長谷川慶太郎）徳間書店 1997年
- 『『ドーモ君』の見た平成ニッポン 『日本経済新聞』の4コマ漫画で読む平成の動き』福地泡介画 PHP研究所 1996年
- 『ヒントのヒント 柔らかな目は発想の芽 脳内マグマのふたをとれ』（堀紘一）PHP研究所 1997年
- 『誇りなくば国立たず 危機を克服するヒント』（渡部昇一、竹村健一）太陽企画出版 1998年
- 『いま「ゼロ戦」の読み方』（三野正洋 ワック 1998年 
  - 2003年に『プロジェクトゼロ戦─いま、「ゼロ戦」の読み方』として改訂版をワックから刊行 ISBN 489831516X
- 『「円」が動く日本が目覚める』（町田洋次、竹内文則） クレスト社 1998年
- 『「大和」とは何か 巨大戦艦にみるソフト学』（三野正洋） ワック 1998年 『戦艦大和の真実』文庫 2005年
- 『日本経済の反発力 突破口はこんなにあった!』（ソフト化経済センターグループ001）徳間書店 1999年
- 『日本は二十一世紀の勝者たりえるか こうすればこの国はよくなる』（渡部昇一、竹村健一）太陽企画出版  1999年
- 『「日本発」繁栄の発想 21世紀はここから始まる』（ソフト化経済センターグループ001）徳間書店 2000年
- 『熟年マーケット "目利き"も唸るビジネスヒント』（ソフト化経済センターグループ001）PHP研究所 2000年
- 『組織の興亡 日本陸軍の教訓』（三野正洋） ワック 2000年
- 『痛快鼎談僕らはそう考えない 混迷の日本を診断する』（渡部昇一、竹村健一）太陽企画出版 2000年
- 『ヒントは「宗教力」にあり』（ひろさちや）ワック 2001年 『くよくよしない!』文庫 2006年
- 『「マネー」より「ゼニ」や!』（青木雄二）ダイヤモンド社 2001年
- 『大人のための頭の使い方』（和田秀樹）PHP研究所 2001年
- 『自信がよみがえる58の方法』（中谷彰宏）メディアワークス 2001年
- 『僕らが考える「日本問題」 激動の世界で復活は可能か』（渡部昇一、竹村健一 太陽企画出版） 2002年
- 『アメリカの落日』（清谷信一）廣済堂出版 2002年
- 『「考える達人」になる方法』（ソフト化経済センター〈達人グループ〉）太陽企画出版 2003年
- 『国益会議』（田久保忠衛、西村眞悟、志方俊之）PHP研究所 2003年
- 『「考える力」が身につく本』（堀紘一） PHP研究所 2003年
- 『すべては歴史が教えてくれる 戦後民主主義の迷妄を解く』（渡部昇一、竹村健一）太陽企画出版 2003年
- 『組織の興亡 日本海軍の教訓』（三野正洋） ワック 2003年
- 『バカの壁をぶち壊せ!正しい頭の使い方』（養老孟司）ビジネス社 2003年
- 『日本人を幸せにする経済学』（森永卓郎）ビジネス社 2004年
- 『日本の文化力が世界を幸せにする』（呉善花）PHP研究所 2004年
- 『日本の黄金時代が始まる 何を守り何を変えるのか』（渡部昇一、竹村健一）太陽企画出版 2005年
- 『あなたの町は住みよいか』（望月照彦他）ぎょうせい 2006年
- 『上品で美しい国家』（伊藤洋一）ビジネス社 2006年 ISBN 4828412727
- 『栄光の日本文明』（渡部昇一、竹村健一）太陽企画出版 2006年 ISBN 4884664302
- 『「日本核武装」の論点 国家存立の危機を生き抜く道』（中西輝政との共同編集）PHP研究所 2006年 ISBN 4569654479
- 『日本と中国は理解しあえない』（石平）PHP研究所 2008年 ISBN 978-4569699387
- 『中国の崩壊が始まった！』（石平）2008年 ワック ISBN 978-4569701813
- 『日本はどれほどいい国か 何度でも言う、「世界はみんな腹黒い」』（高山正之）PHP研究所 2008年 ISBN 978-4569701813
- 『強い日本への発想 時事の見方を鍛えると未来が見える』（渡部昇一、竹村健一） 致知出版社 2008年 ISBN 978-4884748333
- 『アメリカはどれほどひどい国か』（高山正之）PHP研究所 2009年 ISBN 978-4569707389
- 『つくられた「環境問題」 NHKの環境報道に騙されるな！』（武田邦彦）2009年 ワック ISBN 978-4898316030
- 『民主党が知らない官僚の正体』（金子仁洋）2009年 ベストセラーズ ISBN 978-4584132050
- 『「見えない資産」の大国・日本 中国、アメリカにはない強みとは』（大塚文雄、ロナルド・A・モース）2009年 祥伝社 ISBN 978-4396613549
- 『アメリカ、中国、そして日本経済はこうなる』（三橋貴明）2009年 ワック ISBN 978-4898316207
- 『反「デフレ不況」論 それでも日本企業が勝つ理由』長谷川慶太郎共著 PHP研究所 2010
- 『自主防衛を急げ! 日本人の覚悟』伊藤貫共著 李白社 2011
- 『東日本大震災大局を読む! 緊急出版』長谷川慶太郎共著 李白社 2011
- 『これからはインド、という時代』森尻純夫共著 ワック文庫 2012
- 『それでも、日本が一人勝ち! 秘密は世界に誇る中流の常識力』増田悦佐共著 ワック 2012
- 『安倍晋三が、日本を復活させる』渡部昇一共著 ワック文庫 2013
- 『新聞の経済記事は読むな、バカになる』渡邉哲也共著 李白社 2013
- 『「強い日本」を取り戻すためにいま必要なこと』田久保忠衛, ロナルド・モース共著 PHP研究所 2013
- 『世界は邪悪に満ちている だが、日本は……。 直言・本音対談』髙山正之共著 ワック文庫 2015
- 『大東亜戦争「失敗の本質」 優位戦思考に学ぶ』上島嘉郎共著 PHP研究所 2015
- 『日本人がつくる世界史』宮脇淳子共著 KADOKAWA 2015
- 『日本の将来はじつに明るい! これからの日本を読み解く』上念司共著 ワック文庫 2015
- 『日本人への遺言』渡部昇一共著 李白社 2016
- 『ようやく「日本の世紀」がやってきた 今、世界で何が起こっているか』馬渕睦夫共著 ワック文庫 2016

### 翻訳
- ダグラス・R.ケーシー『通貨の死滅する日』 講談社 1981年
- ウィリアム・ヘイディド『デロリアンの教訓 「突出経営」はどこで失敗したか』ダイヤモンド社 1986年
- W.B.リストン『冒険心と経営 シティバンクとともに （原題：Risk & other fourletter words）』 ダイヤモンド社 1986年
- マイケル・ルボーフ『GMP何をすれば報われるか』三笠書房 1987年
- スタンレー・デイビス『フューチャー・パーフェクト』講談社 1988年（深谷順子との共訳）『「ニューエコノミー」がやってくる』講談社文庫 1990年
- スティーヴン・コーヴィー『人生を成功させる7つの秘訣』講談社 1990年（土屋京子との共訳）
- ジェフリー・E.ガーテン『コールド・ピース 日・米・独の覇権をめぐる戦い』飛鳥新社 1992年

### 解説
- 山本七平『「空気」の研究』 文藝春秋 1997年 ISBN 4163646108